# Zwoleń (Słowacja)

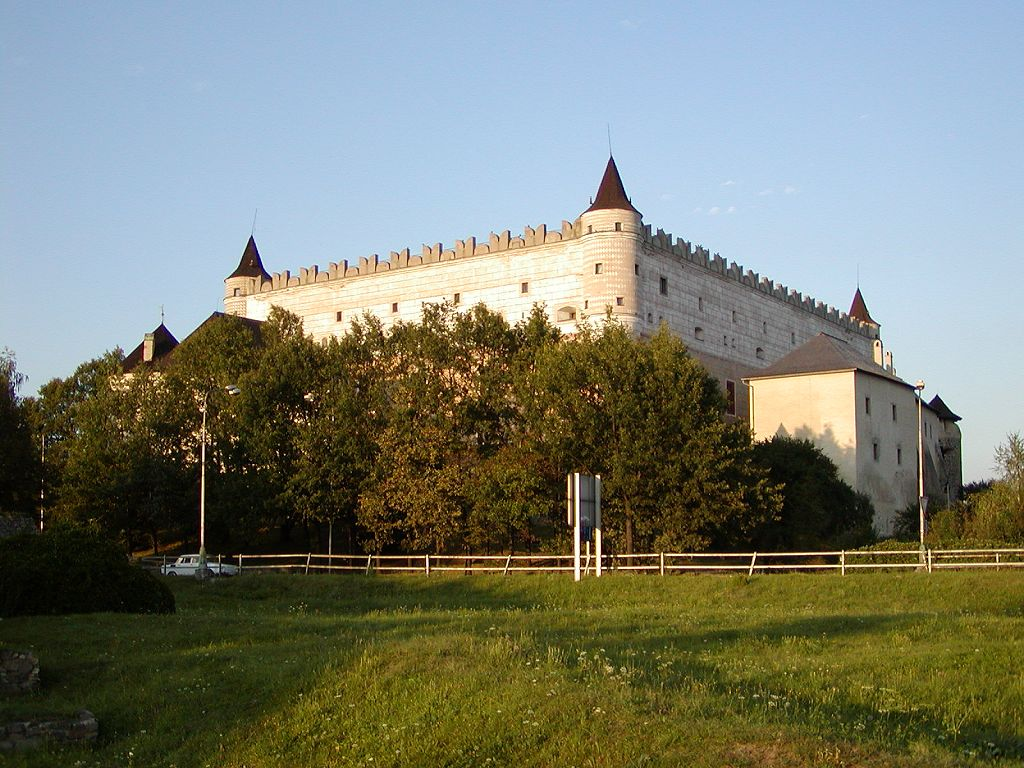
Zamek w Zwoleniu

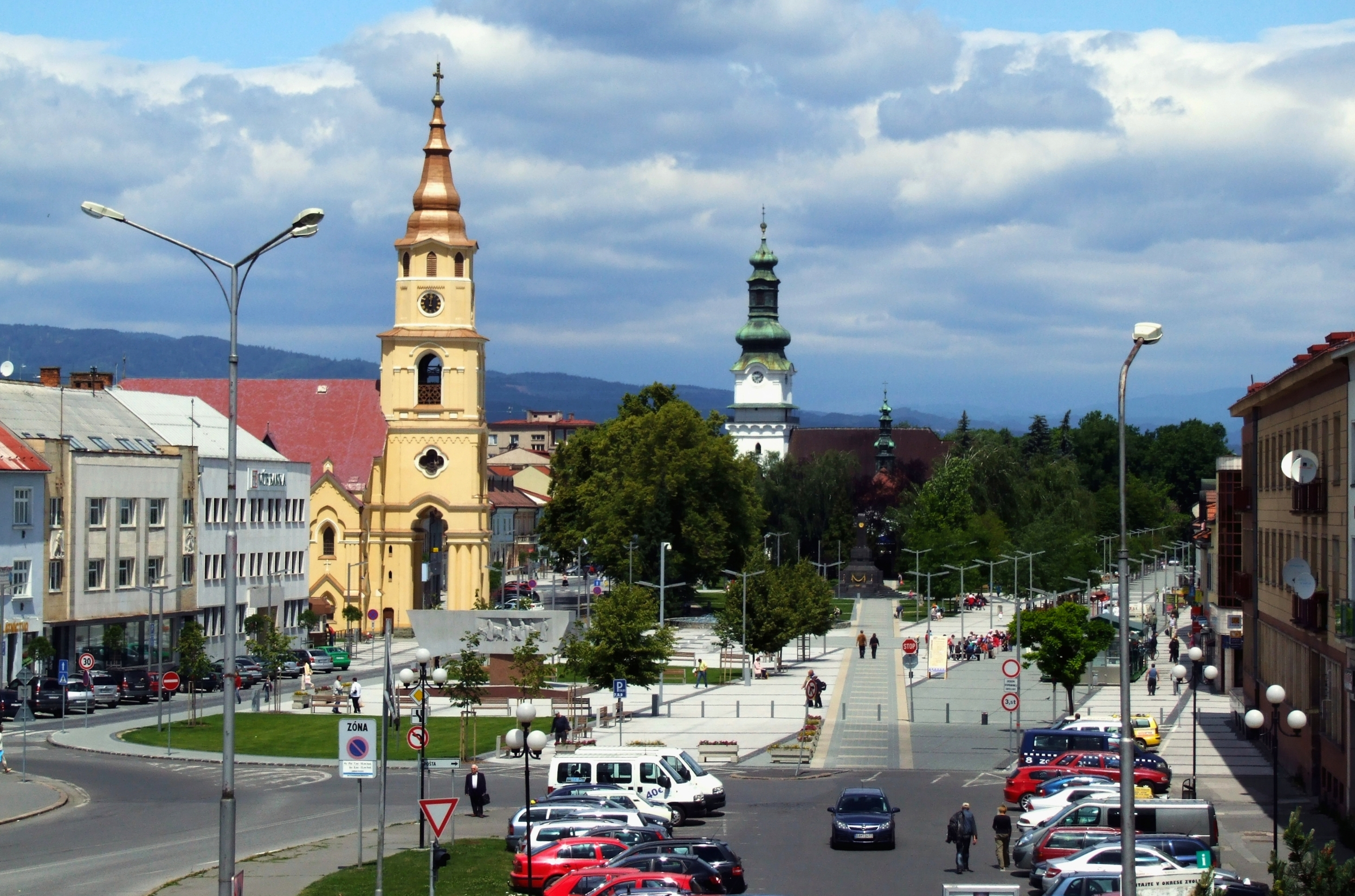
Deptak na rynku miasta

Zwoleń (słow. Zvolen, niem. Altsohl, węg. Zólyom, łac. Vetusolium) – miasto powiatowe w środkowej Słowacji, w kraju bańskobystrzyckim, w tradycyjnym regionie Podpoľanie.

## Położenie
Zwoleń leży na wysokości 293 m n.p.m. u ujścia Slatiny do Hronu, w Kotlinie Zwoleńskiej, otoczony przez pasma Gór Kremnickich, Polany, Jaworia i Gór Szczawnickich. Według spisu ludności z 25 maja 2011 liczba mieszkańców wynosiła 43 318 osób, powierzchnia miasta – 98,73 km². Dzieli się na dzielnice:
- Kráľová,
- Lukové,
- Môťová (niem. Matthiasdorf),
- Neresnica,
- Zolná,
- Zvolen.

W Zwoleniu krzyżują się słowackie drogi krajowe nr 16 (E571 / R2) z Żaru nad Hronem do Łuczeńca i nr 66 (E77 / R1 / R3) z Bańskiej Bystrzycy do Krupiny. Równolegle do dróg biegną linie kolejowe. Kilka kilometrów na północ od Zwolenia, w miasteczku Sliač, znajduje się lotnisko z połączeniami m.in. z Pragą.

## Historia
Osiedle w miejscu dzisiejszego Zwolenia istniało już w epoce kamienia, następnie w epoce brązu i w czasach rzymskich. W VIII w. okolice dzisiejszego miasta zasiedlili Słowianie. Już w XI w. ze względu na strategiczne położenie – na szlaku handlowym Via Magna – królowie Węgier zbudowali powyżej obecnego miasta pierwszy zamek (następnie rozbudowany), nazwany później „Pustym”. Pierwsza pisemna wzmianka o Zwoleniu pochodzi z 1135 r. Około 1230 r. król Węgier Bela IV nadał Zwoleniowi – ówcześnie jednej z kilku osad pod Pustym Zamkiem – prawa miejskie; późniejszy przywilej je odnawiający pochodzi z 28 grudnia 1243. Od 1359 r. Zwoleń, jako jedno z pięciu miast na ziemiach słowackich, miał przywilej prowadzenia raz w roku dwutygodniowego jarmarku. Miasto stało się siedzibą władz komitatu Zólyom. W XV w. Zwoleń liczył około 750 mieszkańców, głównie Słowaków.
W XIV w. król Ludwik I wzniósł nowy zamek, który w XVI w. przejął funkcje Pustego, spalonego w 1451 r. przez wojska Jana Hunyadyego. W zamku często rezydował król Maciej Korwin; później zamek przeszedł w ręce magnackiego rodu Turzonów. Miasto podupadło w wiekach XVI, XVII i XVIII – w okresie wojen domowych o tron węgierski, wojen z Turkami i powstań antyhabsburskich. Do wojen dołączyły epidemia pod koniec XVI w. oraz katastrofalne pożary w latach 1601 i w 1708. W XVIII w. miasto odrodziło się jako ośrodek rzemiosła.
W XIX w. Zwoleń był jednym z ośrodków słowackiego odrodzenia narodowego. Podczas powstania węgierskiego w latach 1847–1848 miejskim posłem na węgierski sejm był słowacki działacz narodowy Ľudovít Štúr. W 1872 r. linia kolejowa połączyła miasto z Budapesztem. Wkrótce potem powstały pierwsze zakłady przemysłowe (walcownia) i instytucje finansowe (m.in. Słowacki Bank Ludowy w 1902 r.). W 1910 r. miasto liczyło 8,8 tys. mieszkańców, z czego 5,0 tys. Węgrów, 3,6 tys. Słowaków i 0,2 tys. Niemców. W czerwcu 1919, w toku walk między nowo powstałą Czechosłowacją a Węgierską Republiką Rad, Zwoleń został zajęty przez Węgierską Armię Czerwoną, którą po sześciu dniach wyparły wojska czechosłowackie. Pod koniec II wojny światowej Zwoleń był jednym z głównych ośrodków słowackiego powstania narodowego. Po wojnie nastąpiła rozbudowa miejskiej infrastruktury i intensywna industrializacja. Zbudowano m.in. zakłady przemysłu drzewnego Bučina i wielką mleczarnię.
Współcześnie w Zwoleniu działają zakłady przemysłu drzewnego, spożywczego, środków transportu oraz maszynowego. Istnieje tu politechnika, działa kilka teatrów, arboretum. Działa także Uniwersytet Techniczny i Narodowe Centrum Leśnictwa (Národné lesnícke centrum).

## Zabytki
Do zabytków Zwolenia należą:
- pozostałości murów miejskich z XVI w.,
- rynek z późnogotyckimi, renesansowymi i barokowymi kamienicami,
- Pusty Zamek,
- zamek zwoleński,
- kościół pw. Świętej Elżbiety z 1390.
- pomnik – makieta pociągu pancernego z okresu słowackiego powstania narodowego, ustawiony pod zamkiem.

## Sport
- HKm Zvolen – klub hokejowy

## Współpraca
Miejscowości partnerskie: (w ramach stowarzyszenia miast partnerskich Douzelage):

- Altea, Hiszpania
- Bad Kötzting, Niemcy
- Bellagio, Włochy
- Bundoran, Irlandia
- Chojna, Polska
- Granville, Francja
- Holstebro, Dania
- Houffalize, Belgia
- Judenburg, Austria
- Karkkila, Finlandia
- Kőszeg, Węgry
- Marsaskala, Malta
- Meerssen, Holandia
- Niederanven, Luksemburg
- Oxelösund, Szwecja
- Preny, Litwa
- Preweza, Grecja
- Sesimbra, Portugalia
- Sigulda, Łotwa
- Sušice, Czechy
- Sherborne, Wielka Brytania
- Türi, Estonia

Pozostałe miasta partnerskie:
- Finlandia: Imatra
- Czechy: Prachatice
- Ukraina: Równe
- Węgry: Tótkomlós
- Polska: Zwoleń